# Slag bij Fisher's Hill
De Slag bij Fisher's Hill vond plaats op 21 september en 22 september 1864 in Shenandoah County, Virginia als deel van de veldtochten in de Shenandoahvallei van 1864 tijdens de Amerikaanse Burgeroorlog. Ondanks sterke defensieve stellingen werd het Zuidelijke leger onder leiding van luitenant-generaal Jubal A. Early verslagen door het Noordelijke Army of the Shenandoah aangevoerd door generaal-majoor Philip Sheridan.

## Achtergrond
Sheridans leger was drie maal zo sterk als het Zuidelijke leger in de Shenandoahvallei. Na de Derde Slag bij Winchester had Early een sterke defensieve stelling ingenomen waarbij zijn rechterflank verankerd lag aan de North Branch van de Shenandoahrivier. Zijn linkerflank stond opgesteld op Fisher's Hill. De Zuidelijke cavalerie dekte het terrein vanaf Fisher's Hill tot aan Little North Mountain. Toen de Noordelijken de vijandelijke stellingen verkenden, gaf generaal-majoor George Crook het advies aan Sheridan om de vijand te flankeren. Crook kreeg het bevel over de strijdmacht die via een beboste helling de cavalerie moest verjagen.

## De slag
Crooks aanval begon om 16.00u op 22 september 1864. De Noordelijke infanterie dreef de Zuidelijke cavalerie voor zich uit. Generaal-majoor Stephen Dodson Ramseur probeerde nog om de linkerflank van zijn divisie te herpositioneren. Crook en brigadegeneraal James B. Ricketts’ divisie van Horatio G. Wrights VI Corps viel Ramseurs slaglinie aan. Samen met Wrights overige divisies van het XIX Corps werd de Zuidelijke slaglinie gebroken.

## Gevolgen
De Zuidelijken trokken zich terug naar Waynesboro, Virginia. Brigadegeneraal Alfred Torbert werd met zijn 6.000 cavaleristen naar de Lurayvallei gestuurd om de 1.200 vijandelijke cavaleristen van brigadegeneraal Williams Wickham te verjagen. Torbert diende daarna via New Market en Luray Gap de aanvoerlijnen van Early af te snijden. Torbert trok zich echter na een korte confrontatie met Wickham bij Milford terug waardoor Early kon ontsnappen.